# Ambrosiella ips
Ambrosiella ips är en svampart som först beskrevs av J.G. Leach, L.W. Orr & C.M. Chr., och fick sitt nu gällande namn av L.R. Batra 1968. Ambrosiella ips ingår i släktet Ambrosiella och familjen Ceratocystidaceae.   Inga underarter finns listade i Catalogue of Life.